# José Northia
José Northia es un actor de televisión y teatro ecuatoriano. Ha trabajado en programas cómicos como Ni En Vivo Ni En Directo y El Combo Amarillo.

## Biografía
Fue parte del elenco de los programas de comedia y parodias Ni En Vivo Ni En Directo y Mi Recinto de la cadena TC Televisión. Para Ecuavisa, colaboró en producciones como La Taxista, La Panadería, La Trinity, 3 Familias y Sharon la Hechicera.
Desde 2011 hasta 2015, tuvo un papel de reparto en la serie cómica El Combo Amarillo de Ecuavisa, durante 5 temporadas, donde interpretó el papel de Tony Bola, el dueño ambicioso de la cooperativa de taxis El Combo Amarillo y esposo de Estrellita Vespertina, una mujer decidida que lleva las decisiones en la relación, interpretada por María Mercedes Pacheco, además comparte el set con María Fernanda Ríos quien interpreta a Selva Monina.
En julio de 2015 presentó junto al elenco de El Combo Amarillo, la obra cómica de teatro El bombazo, en el Teatro Fedenador, bajo la dirección de Andrés Garzón.
En 2016 fue contratado por GamaTV para el programa Te Tomaste La Noche del conductor Tomás Delgado como La Vecina, donde fue parte de sketches humorísticos.
También formó parte de la película de Sebastián Cordero, Sin muertos no hay carnaval, y escrita por Andrés Crespo, donde hizo pareja en la cinta, nuevamente con su compañera en la serie de El Combo Amarillo, María Mercedes Pacheco, como su esposa, en el cual, el personaje de Northia recibe un disparo en el Monte Sinaí, por unas disputas de tierras, y es enterrado en el Cementerio General de Guayaquil.
En 2017 interpretó a un antiguo poblador de civilizaciones antiguas de Ecuador, en el Museo Antropológico y de Arte Contemporáneo (MAAC), encargado de llevar un recorrido por el museo a estudiantes de unidades educativas que lo visiten.
Luego de estar ausente de la televisión por varios años, se dedicó a realizar varias obras de teatro, sin embargo estas no alcanzaban para subsistir.  Actualmente se dedica hacer una nueva serie y vender publicidad en redes sociales.
En 2019 realiza una participación especial en la telenovela Calle amores de TC Televisión y al año siguiente participa en la telenovela Sí se puede de Ecuavisa, donde interpretó al Presidente de la Federación Peruana de Fútbol.

### Vida personal
El 16 de marzo de 2012 nació su hija Adriana Victorya Northia.

## Filmografía

### Televisión
- (2020) Sí se puede - Presidente de la Federación Peruana de Fútbol
- (2019) Calle amores - Galo Fernando
- (2018) Sharon la Hechicera
- (2017) 3 familias
- (2017) La Trinity - Ortega
- (2016) Te Tomaste la Noche - Presentador
- (2011) La Panadería 2 - Varios personajes
- (2011-2016) El Combo Amarillo - Antonio Godofredo Martínez "Tony Bola"
- (2010) La Taxista - Antonio Godofredo Martínez "Tony Bola"
- (2001-2009) Mi Recinto - Compadre Chancho
- (2003-2004) Riansex
- (2000) Vivos pero No revueltos - Varios personajes
- (1999-2007) Ni En Vivo Ni En Directo - Varios personajes

### Cine
- Sin muertos no hay carnaval

### Teatro
- El bombazo
- Viejo Grillo
- Gallo Bello
- Monólogos